# Römische Verträge

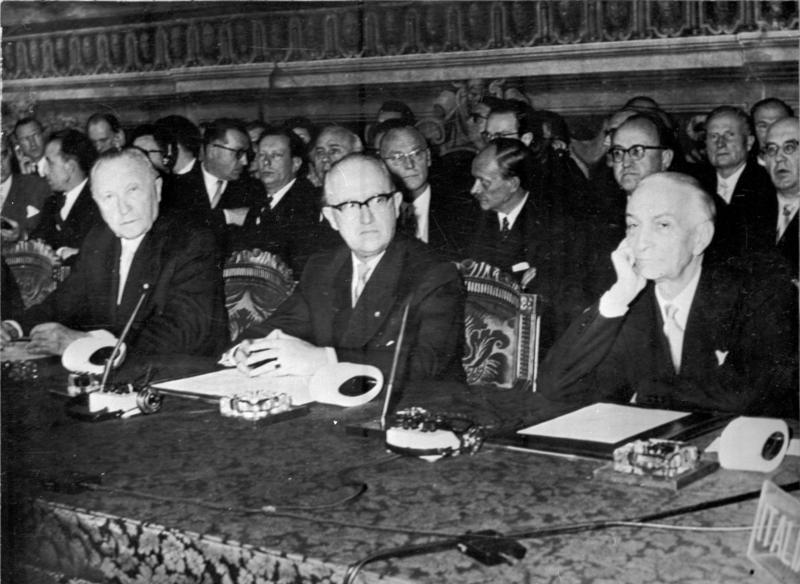
Bundeskanzler Konrad Adenauer, Staatssekretär Walter Hallstein und der italienische Ministerpräsident Antonio Segni bei der Unterzeichnung der Römischen Verträge

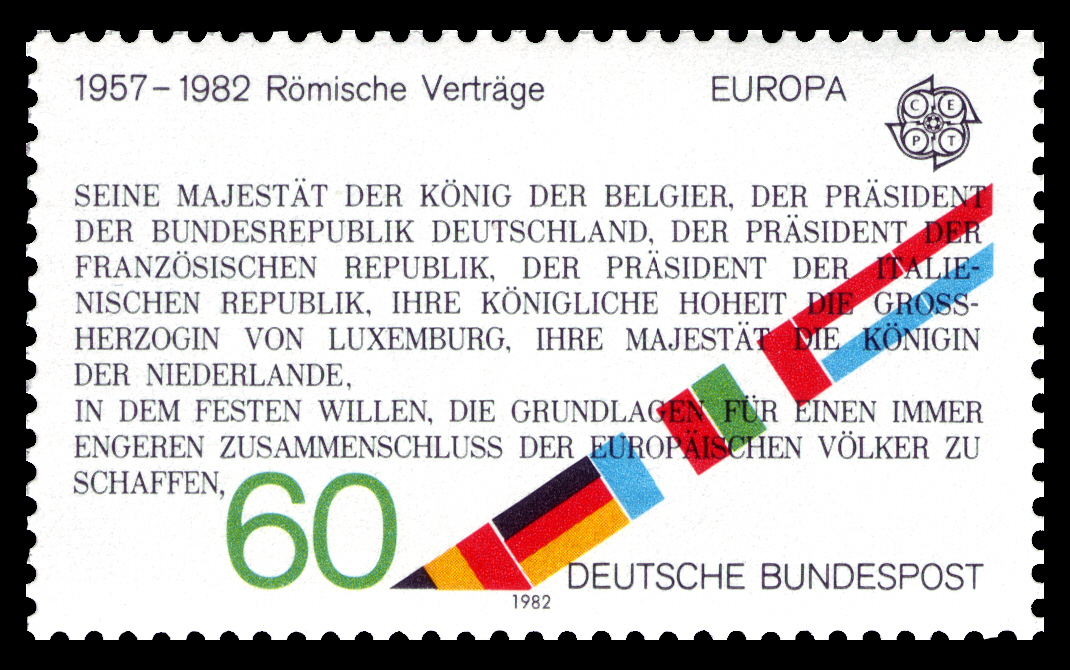
Deutsche Sonderbriefmarke (1982)

Die Römischen Verträge (außer in Deutschland und Italien vereinfachend Vertrag von Rom genannt) wurden am 25. März 1957 von Belgien, der Bundesrepublik Deutschland, Frankreich, Italien, Luxemburg und den Niederlanden im Konservatorenpalast in Rom unterzeichnet. Sie traten am 1. Januar 1958 in Kraft:
- EWG-Vertrag zur Errichtung der Europäischen Wirtschaftsgemeinschaft (EWG)
- EURATOM-Vertrag zur Gründung der Europäischen Atomgemeinschaft (EURATOM)
- Abkommen über gemeinsame Organe für EWG, EURATOM und EGKS (Europäisches Parlament, Europäischer Gerichtshof, Europäischer Wirtschafts- und Sozialausschuss)

Die genannten Gemeinschaften bildeten zusammen mit der Europäischen Gemeinschaft für Kohle und Stahl die Europäischen Gemeinschaften. Erst mit dem Fusionsvertrag (1965) wurden auch die Kommissionen und die Ministerräte zusammengelegt.
Der Philosoph Alexandre Kojève war als hoher französischer Beamter am Zustandekommen der Römischen Verträge beteiligt.
In der Präambel der Römischen Verträge heißt es, die Mitgliedsstaaten seien entschlossen, „die Grundlagen für einen immer engeren Zusammenschluss unter den Völkern Europas zu legen“ – an ever closer union. Dieses Ziel werde bis heute verfolgt, so der EU-Historiker Christoph Driessen.

## Zeitliche Einordnung
| Unterz. In Kraft Vertrag                    | 1948 Brüsseler Pakt                                               | 1951 1952 Paris                                                   | 1954 1955 Pariser Verträge                      | 1957 1958 Rom                                       | 1965 1967 Fusions- vertrag                          | 1986 1987 Einheitliche Europäische Akte | 1992 1993 Maastricht     | 1992 1993 Maastricht          | 1997 1999 Amsterdam           | 2001 2003 Nizza        | 2001 2003 Nizza | 2007 2009 Lissabon |  |  |  |  |  |  |  |  |  |
|                                             |                                                                   |                                                                   |                                                 |                                                     |                                                     |                                         |                          |                               |                               |                        |                 |                    |  |  |  |  |  |  |  |  |  |
| Europäische Gemeinschaften                  | Europäische Gemeinschaften                                        | Drei Säulen der Europäischen Union                                | Drei Säulen der Europäischen Union              | Drei Säulen der Europäischen Union                  | Drei Säulen der Europäischen Union                  | Drei Säulen der Europäischen Union      |                          |                               |                               |                        |                 |                    |  |  |  |  |  |  |  |  |  |
|                                             | Europäische Atomgemeinschaft (Euratom)                            | Europäische Atomgemeinschaft (Euratom)                            | →                                               |                                                     |                                                     |                                         | ←                        |                               |                               |                        |                 |                    |  |  |  |  |  |  |  |  |  |
|                                             |                                                                   |                                                                   | →                                               | Europäische Gemeinschaft für Kohle und Stahl (EGKS) | Europäische Gemeinschaft für Kohle und Stahl (EGKS) | Vertrag 2002 ausgelaufen                | Vertrag 2002 ausgelaufen |                               | Europäische Union (EU)        | Europäische Union (EU) |                 |                    |  |  |  |  |  |  |  |  |  |
|                                             |                                                                   |                                                                   | →                                               | Europäische Wirtschaftsgemeinschaft (EWG)           | Europäische Wirtschaftsgemeinschaft (EWG)           |                                         | ←                        | Europäische Gemeinschaft (EG) | Europäische Gemeinschaft (EG) | Europäische Union (EU) |                 |                    |  |  |  |  |  |  |  |  |  |
|                                             |                                                                   |                                                                   | →                                               | Justiz und Inneres (JI)                             |                                                     |                                         | ←                        | Europäische Gemeinschaft (EG) | Europäische Gemeinschaft (EG) | Europäische Union (EU) |                 |                    |  |  |  |  |  |  |  |  |  |
|                                             | Polizeiliche und justizielle Zusammenarbeit in Strafsachen (PJZS) | Polizeiliche und justizielle Zusammenarbeit in Strafsachen (PJZS) | →                                               | Justiz und Inneres (JI)                             | ←                                                   |                                         |                          |                               |                               | Europäische Union (EU) |                 |                    |  |  |  |  |  |  |  |  |  |
| Europäische Politische Zusammenarbeit (EPZ) | →                                                                 | Gemeinsame Außen- und Sicherheitspolitik (GASP)                   | Gemeinsame Außen- und Sicherheitspolitik (GASP) | Gemeinsame Außen- und Sicherheitspolitik (GASP)     | ←                                                   |                                         |                          |                               |                               | Europäische Union (EU) |                 |                    |  |  |  |  |  |  |  |  |  |
| Westunion (WU)                              | Westunion (WU)                                                    | Westeuropäische Union (WEU)                                       | Westeuropäische Union (WEU)                     | Westeuropäische Union (WEU)                         | Westeuropäische Union (WEU)                         |                                         |                          |                               |                               | Europäische Union (EU) |                 |                    |  |  |  |  |  |  |  |  |  |
| Westunion (WU)                              | Westunion (WU)                                                    | Westeuropäische Union (WEU)                                       | Westeuropäische Union (WEU)                     | Westeuropäische Union (WEU)                         | Westeuropäische Union (WEU)                         | aufgelöst zum 1. Juli 2011              |                          |                               |                               |                        |                 |                    |  |  |  |  |  |  |  |  |  |
|                                             |                                                                   |                                                                   |                                                 |                                                     |                                                     |                                         |                          |                               |                               |                        |                 |                    |  |  |  |  |  |  |  |  |  |

## Ziele der gegründeten Gemeinschaften

### EWG (Europäische Wirtschaftsgemeinschaft)
- Sicherung des sozialen und wirtschaftlichen Fortschritts
- Beseitigung europäischer Schranken, Abschaffung der Zölle
- Besserung der Lebens- und Beschäftigungsbestimmungen
- beständige Wirtschaftsausweitung, ausgewogener Handelsverkehr, redlicher Wettbewerb
- gemeinsame Handels-, Landwirtschafts- und Verkehrspolitik
- Wahrung von Frieden und Freiheit
- größere Stabilität, engere Beziehungen zwischen den Staaten
- freier Personen-, Dienstleistungs-, Kapital- und Warenverkehr
- Angleichung innerstaatlicher Rechtsvorschriften
- innere und äußere finanzielle Stabilität

Die Annäherung der Wirtschaftspolitiken (Steuerangleichung, Umweltauflagen, Arbeitslosigkeit, Mindestlöhne, …) sollte innerhalb von 12 Jahren schrittweise erfolgen.

### EURATOM (Europäische Atomgemeinschaft)
- sichere und effektive Kernenergie

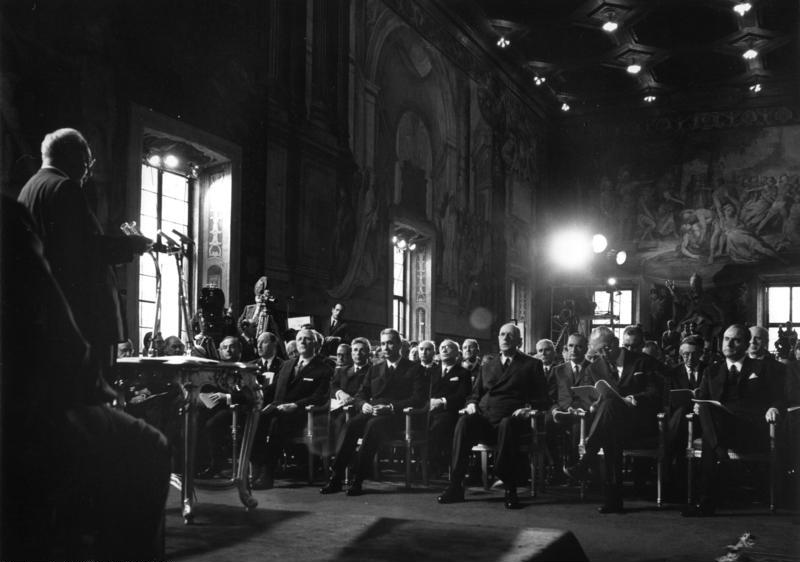
Gedenkfeier zum 10. Jahrestag der Unterzeichnung der Römischen Verträge

- Weitergabe von wichtigem technischem Wissen
- friedliche Verwendung
- gemeinsame Forschung und Entwicklung
- gemeinsames Vorgehen, um Leistungen zu verwirklichen
- Modernisierung; Zugang zu den besten technischen Mitteln
- Sicherheitsnormen
- gemeinsamer Markt für verwendete Stoffe
- Aufgaben wahrgenommen durch Rat, Kommission, Versammlung und EuGH

## Jubiläen

Österreichische 2 Euro-Gedenkmünze (2007) Vertrag von Rom

### Münzen
- 1987

Eine 10-DM-Münze-Gedenkmünze aus dem Jahre 1987 erinnert an den dreißigsten Jahrestag der Vertragsunterzeichnungen.
- 2007

Anlässlich der 50-Jahr-Feier der Römischen Verträge prägte jedes der seinerzeit dreizehn Länder der Eurozone im Jahr 2007 eine motivgleiche 2-Euro-Gedenkmünze mit jeweils nationaler Beschriftung. Bei zwölf Münzvarianten sind die Vertragsunterschriften erhaben geprägt, nur bei der Version Italiens vertieft. Die Münzausgabe von Luxemburg enthält auf der unteren linken Bildseite zusätzlich ein Latentbild des Profils Großherzog Henris.
Deutschland erinnert an den Jahrestag der Verträge zusätzlich mit der Ausgabe einer 10-Euro-Silber-Gedenkmünze „50 Jahre Römische Verträge“, die von Carsten Mahn gestaltet wurde. Auch andere Länder würdigten den Jahrestag mit Gedenkmünzen.

### Postwertzeichen
- 1982

Zum 25. Jubiläum brachte die Deutsche Bundespost eine Sonderbriefmarke heraus. Ausgabetag der von Blase gestalteten Marke war der 5. Mai 1982.
- 2007

Deutschland brachte zum 50-jährigen Jubiläum am 1. März 2007 eine Sonderbriefmarke heraus, die von Werner Hans Schmidt gestaltet wurde.